# Korczak (film)
Korczak (film) este un film din 1990 regizat de Andrzej Wajda.
Prezintă destinul doctorului Korczak și, fragmentar, crima nazistă asupra copiilor și profesorilor din orfelinat, din timpul implementării Operațiunii Reinhardt. Rolul lui Korczak este interpretat de Wojciech Pszoniak.